# Cueva Zuloaga
La Cueva Ricardo Zuloaga está localizada al sureste de la ciudad de Caracas, en el  municipio El Hatillo del estado Miranda, Venezuela. La cueva está incorporada en el Catastro Espeleológico Nacional de Venezuela con las siglas (Mi.42).

## Características
Entre las características de esta cueva se tiene que es la mayor cavidad o caverna de la región capital con una longitud cercana a 0,5 km. Se localiza en el Peñón de las Guacas o de los Carraos, en el sector Los Naranjos al este de la Urbanización La Lagunita, se encuentra enclavada en mármoles de la Fase Zenda de la Formación Las Brisas del Jurásico Tardío y presenta afloramientos cársticos. La cueva fue formada por el río Guaire cuando dicho río circulaba 150 m más arriba de su actual curso.
Para la cueva se han señalados que en casi todo el desarrollo de la caverna la temperatura promedio es de 24 °C. sin embargo en la galería de los murciélagos la temperatura promedio puede llegar 28 °C. y el fondo de dicha galería llegar hasta los 31 °C. Dicha variación se explica por la existencia de la gran colonia de murciélagos que en ella habitan, las funciones vitales de dichos organismos como son la respiración y el calor corporal influyen en el aumento de la temperatura, adicionalmente hay que sumar el calor generado por la descomposición del guano existente en la galería. Otro parámetro medido en la caverna es la humedad relativa  la cual en promedio se sitúa en un 82% habiéndose registrado un máximo de 100% en la galería de los murciélagos.
Por mediciones de radiocarbono (C14) se ha determinado que dos eventos sísmicos han dejado daños estructurales en la caverna, uno ocurrido hace unos 9300 años y el gran terremoto histórico de 1812.
Para la cueva Zuloaga no se ha señalado casos infección con Histoplasma capsulatum, el hongo causante de la enfermedad de las cavernas, enfermedad de los mineros o histoplasmosis.

### Las galerías

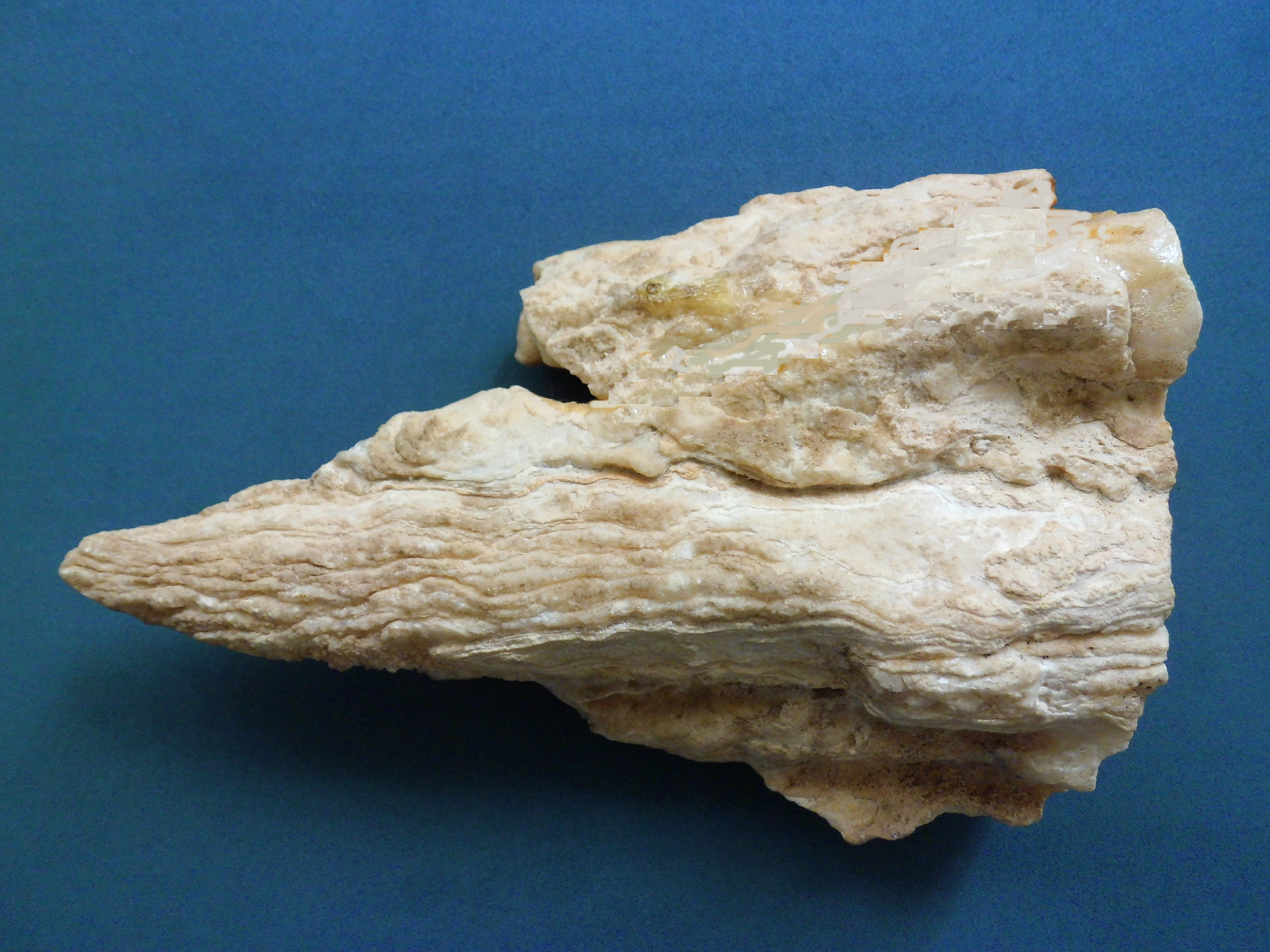
Estalactita de la cueva Ricardo Zuloaga (Mi.42)

Las galerías de la cueva Zuloaga se caracterizan por ser muy secas. La cueva cuenta de dos bocas; una superior y otra inferior, existe una diferencia de altura entre las bocas. En boca superior o de mayor cota se encuentra la Galería de los Murciélagos, en ella habita la más numerosa colonia de murciélagos insectívoros con la más alta densidad poblacional de región central del país, la gran cantidad de guano que produce dicha colonia se va descomponiendo y se desplaza pendiente abajo por el proceso de solifluxión. A distancia de 80 metros de la boca superior el techo se estrecha y se forma como un cono de un reloj de arena donde el guano se acumula en un lugar deprimido, que debido a la morfología de la roca de la cueva, al pasar el embudo unos 10 metros más abajo se llega a las galerías del Arpa y la Principal, dichas galerías se caracterizan por presentar un guano solidificado prácticamente en su totalidad transformado en yeso, y se suelen hallar restos de nidos de Guacharos, semillas y restos vegetales así como posibles utensilio llevados en el pasado por humanos que cazaban a los guacharos.

## Minerales identificados en el guano de la cueva Zuloaga
Las altas densidades poblacionales de murciélagos insectívoros presentes en la cueva han ocasionado que se acumule grueso espesor de guano en el suelo y cual se halla en diferentes estados de descomposición en las diferentes zonas de la cueva. Los siguientes minerales que se presentan a continuación han sido colectados e identificados en el guano de la cueva Zuloaga
| Nombre                  | Fórmula             | Comentarios | Foto |
| ----------------------- | ------------------- | --- | ---- |
| Aragonita               | CaCO3               | Forma una estructura de coliflor asociado con sepiolita en la que los cristales de aragonita aparecen formando agujas |      |
| Ardealita               | (Ca(HPO4)(SO4).4H2O | Identificado como un componente de un depósito de polvo de guano de murciélago descompuesto y asociado con whitlockita y yeso. |      |
| Brushita                | CaHPO4.2H2O         | Se Identificó en un polvo de color naranja claro y muy ligero producto de la descomposición de guano de murciélago, asociado con yeso. El material se recogió bajo una corteza calcítica en un área donde previamente extraído durante el guano. Dicho guano se encontraba sobre un lecho de roca dolomítica. |      |
| Flúor-apatita           | Ca5(PO4)3F          | Obtenido como un componente de un depósito de polvo de guano de murciélago descompuesto asociado con hidroxilo-apatita y yeso. |      |
| Hidroxilo-apatita       | Ca5(PO4)3(OH)       | Escamas o costras pardo a negro de 1 a 3 mm grosor espeleotemas de calcita en el "Salón del Arpa" y sobre la base de mármol dolomítico. |      |
| Estruvita               | (NH4)MgPO4.6H2O     | Identificado como fosfofolípido de un depósito de polvo de guano de murciélago descompuesto asociado con hidroxilo-apatita, whitlockita y yeso. |      |
| Whitlockita             | Ca9(Mg, Fe)H(PO4)   | Recubrimientos húmedos y blandos de color naranja marrón de unos 5 mm de espesor y cubre áreas pequeñas de unos pocos centímetros cuadrados en las paredes de la cueva. Bajo SEM aparece como una acumulación de formas con forma de manzana 5-10 mm. Otro tipo de ocurrencia es el interior de un depósito de guano de murciélago descompuesto asociado con yeso, hidroxilo-apatita, brucita, ardealite y estruvita. |      |
| Sepiolita               | Mg4Si6O15(OH)2.6H2O | Aparece en un depósito alargado después de una fractura en el techo de la cueva. El mineral muestra un depósito en forma de coliflor en una larga sección 1 m y unos 3 cm de ancho y 1-1,5 cm de espesor. Es suave, húmedo y plástico. |      |
| Yeso                    | CaSO4.2H2           | Es el mineral más abundante en relación con un depósito de guano y se encuentra en masas pulverulentas de color claro y el polvo. Asociado con fosfatos |      |
| Vermiculaciones arcilla |                     | De tamaños irregulares desde milimétrica a centimétrica presentando aspecto jeroglífica o de puntos del leopardo, varios tipos de estas vermiculaciones cubren varios metros cuadrados se encuentran en las paredes rocosas de la entrada inferior de la cueva. El material se compone de arcilla (illita-mica), algunas algas y yeso.                                                                                |      |

## Fauna

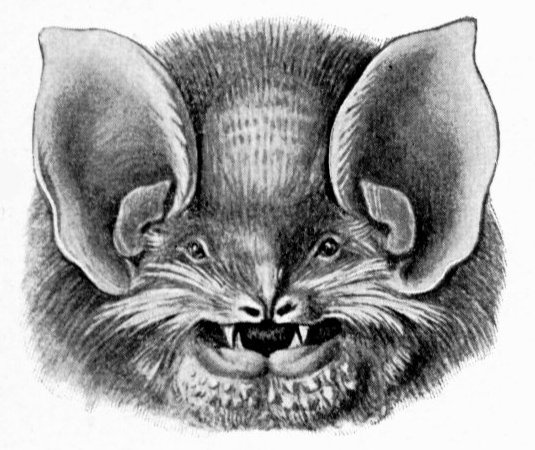
Murciélago del género Natalus

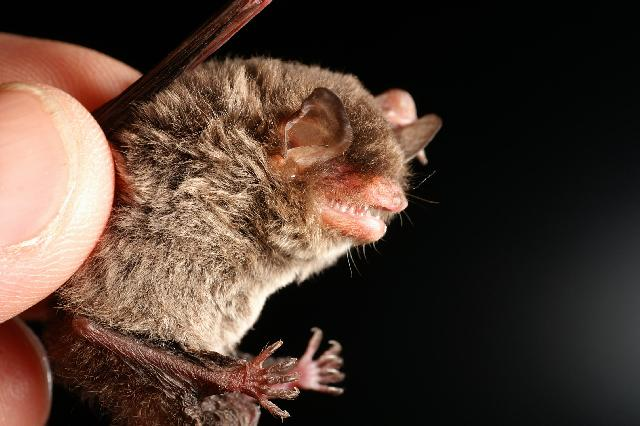
Myotis keaysi

En las galerías cueva Ricardo Zuloaga se reportado las colonias más numerosos de murciélagos insectívoros de los géneros Natalus y Myotis de la región central norte de Venezuela, en relación con los murciélagos del género Natulus se señalado la especie Natalus tumidirostirs como muy abundante en la cueva teniéndose un gran número de ejemplares colectados dentro de la cueva y preservados en el Museo de Biología de la Universidad Central de Venezuela (MBUCV-I). También se ha hallado la rata Proechimys guairae habitando en los bosques circundantes a la cueva y en el interior de la misma. En los alrededores de la cueva de han avistado especies como Didelphis marsupialis, Sciurus granatensis, Dasypus novemcinctus, Sylvilagus brasiliensis, y Dasyprocta leporina.
Se conoce por estudios de historia natural que en la cueva habitaron los guacharos (Steatornis caripensis) en el período comprendido entre los siglos IX y el X de nuestra era y se distribuían por todas las galerías de la cueva, en la actualidad se pueden observar restos de los nidos en la galería inferior, la desaparición de esta aves posiblemente se deba a que fueron cazados por los indígenas que habitaban la región.
Otro señalamiento relacionado con fauna lo constituye la gran cantidad de especies de ácaros que habitan en el guano de la cueva.

## Vegetación
En cuanto a la cueva Zuloaga no se tiene registro de flora para su interior, los componentes de flora encontrados en la cueva se restringen a semillas palmas regurgitadas por los guacharos  (Steatornis caripensis) y alguna varas o ramas que se presumen fueron utilizadas por indígenas para casería guacharos.

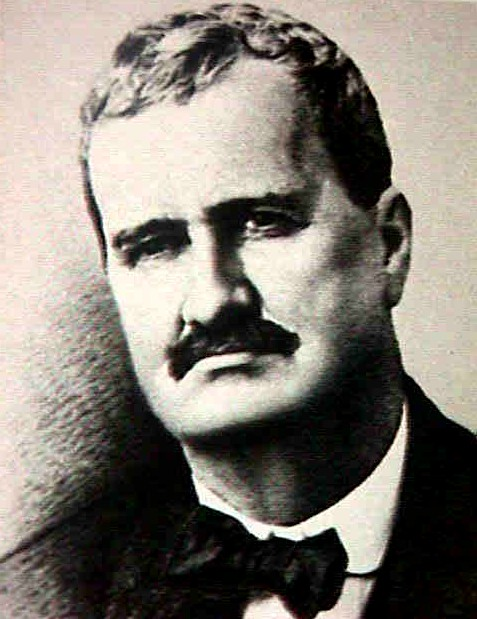
Ingeniero Ricardo Zuloaga en honor a quien se ha nombrado la cueva

En cuanto a la flora de los alrededores de la cueva la cual se caracteriza por ser la típica de una zona de bosque nublado también denomina como selva subtropical, selva pluvial, selva higrófilas o umbrófilas típicas de la cordillera de la costa y localizadas comúnmente entre 700 y lo 2500 m s. n. m.  Entre los árboles comunes a encontrar en el bosque circundante a la caverna, están cucharón o niño (Gyranthera caribensis), el cedro amargo (Cedrela mexicana), lechoso  (Sapium stylare), yagrumos (Cecropia peltata), entre otros muchos en algunas partes de las cercanías la flora autóctona ha sido entervaina y se le ha remplazado por árboles frutales como el guamo (Inga fastuosa) o mango (Mangifera indica).

## Etimología del nombre
El nombre de la cueva es en honor del ingeniero venezolano Ricardo Zuloaga, pionero de los sistemas eléctricos de la ciudad de Caracas , que fue  quien instaló la primera estación hidroeléctrica de Venezuela, Estación El Encantado al pie del Peñón de las Guacas donde se localiza la cueva Zuloaga. La cueva fue nombrada y explorada por miembros de la Sociedad Venezolana de Espeleología en 1956.

## Cuevas y sitios históricos relacionados

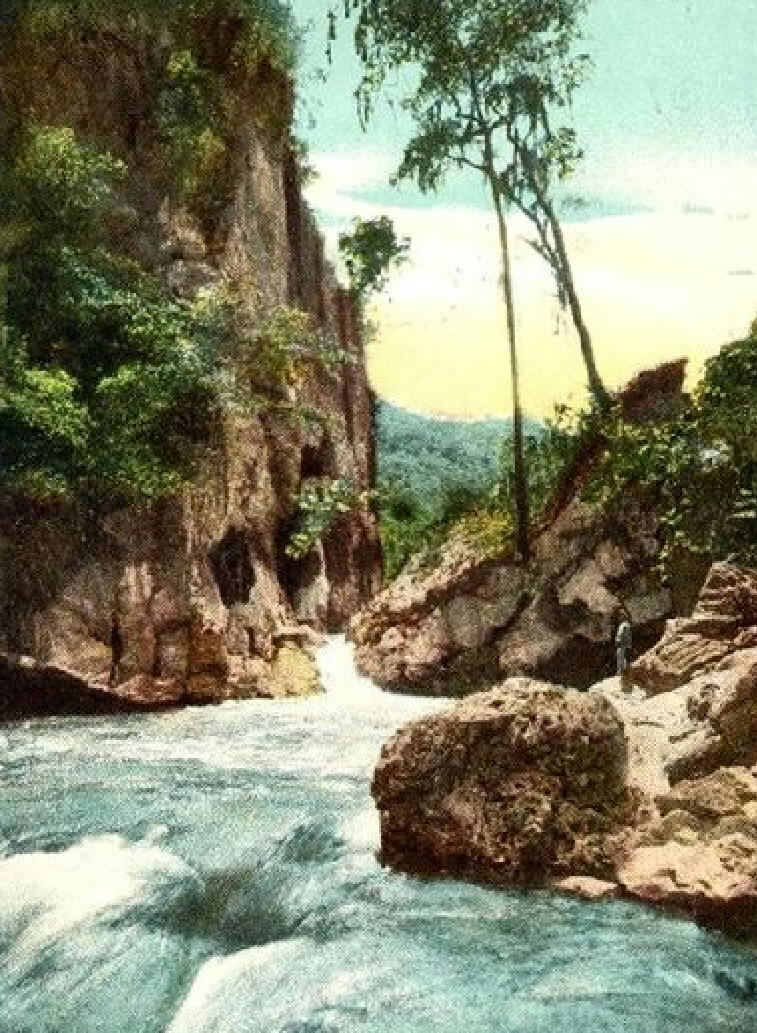
Pared este del Peñón de las Guacas donde esta la boca de la cueva Los Carraos

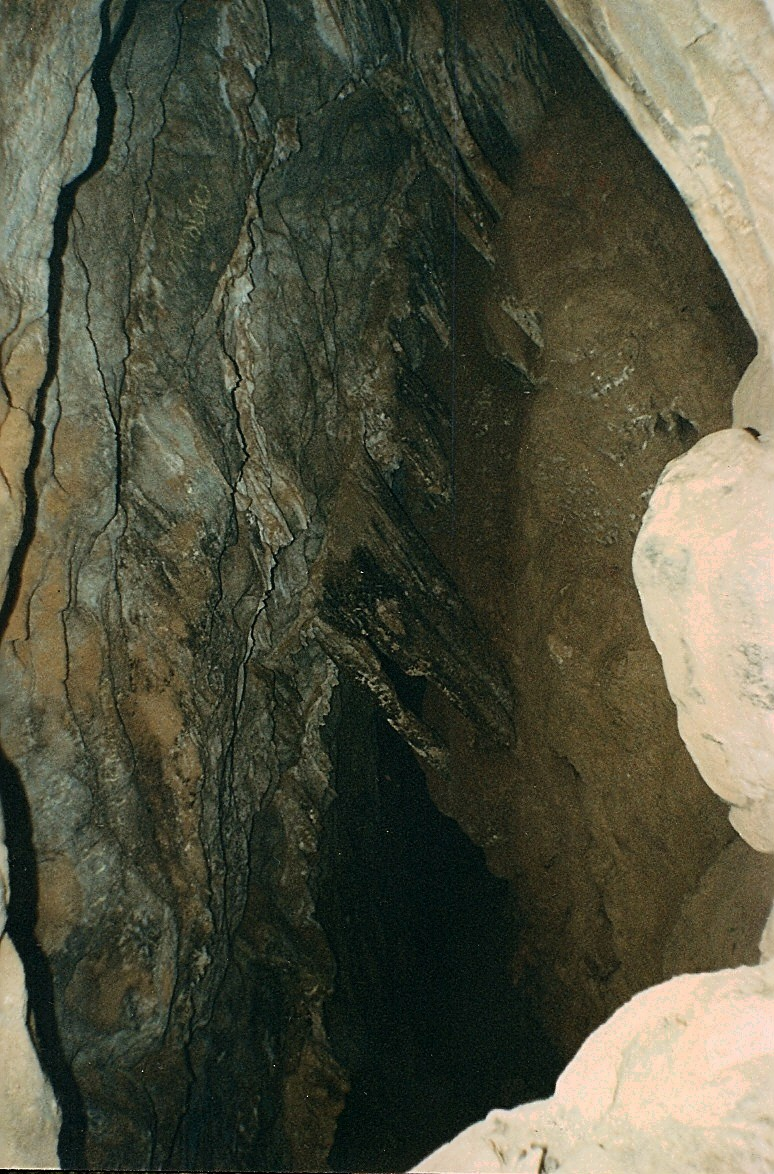
Estalagmitas de la cueva del Indio

Cueva los Carraos (Mi.14) incorporada en el Catastro Espeleológico Nacional de Venezuela con las siglas Mi.14. se localiza en el mismo Peñón de las Guacas y en la pared este de frente al cañón del río Guaire, en un nivel por debajo de la Cueva Zuloaga. Con esta caverna comparte la naturaleza geológica por estar en el mismo peñón,  adicionalmente comparten una fauna similar constituida por murciélagos insectívoros de los géneros Natalus y Miotis así como haber presentado en el pasado colonias de guacharos (Steatornis caripensis).
Cueva del Indio (Mi.24) localizada unos 3,5 kilómetros al norte de la cueva Zuloaga en el mismo municipio, enclavada en el peñón o morro de la Guairita formando parte del parque recreativo Cuevas del Indio. La cueva del Indio comparte una serie de características común con la cueva Zuloaga entre ellas se tiene que al igual que la Cueva los Carraos y la Zuloaga se encuentran en mármoles de la Fase Zenda de la Formación Las Brisas del Jurásico Tardío, se les considera cuevas relativamente viejas y formadas por cursos de agua en su pasado geológico y en ellas se localizan grandes depósitos de guano de murciélagos insectívoros.
Estación El Encantado se localiza al pie del Peñón de La Guacas en su cara noreste, es obligatorio el paso por ella para llegar a la cueva Zuloaga. La estación fue la primera central hidroeléctrica que suministró corriente continua a la ciudad de Caracas iniciando sus actividades en el año se 1897. También es de resaltar que la estación fue primera de su tipo en América Latina y fue construida por el ingeniero venezolano Ricardo Zuloaga el mismo por quien fue nombrada la cueva.